# Mompati Thuma
Mompati Thuma (5 de abril de 1980) é um futebolista botsuanense que atua como defensor.

## Carreira
Mompati Thuma representou o elenco da Seleção Botsuanense de Futebol no Campeonato Africano das Nações de 2012.